# ويزلي دنلوب
ويزلي دنلوب (بالإنجليزية: Wesley Dunlop)‏ هو لاعب اتحاد الرغبي جنوب أفريقي، ولد في 12 مايو 1987 في ديربان في جنوب أفريقيا.